# Syrisches Christentum
Das Syrische Christentum (syrisch-aramäisch:  ܡܫܝܚܝܘܬܐ ܣܘܪܝܝܬܐ) ist der Teil des östlichen Christentums, das im Gebiet des antiken Syriens und Mesopotamien entstand und auf die syrisch-aramäische Tradition des Patriarchats Antiochien (westsyrisch) und des Katholikats Seleukia-Ktesiphon (ostsyrisch) zurückgeht. Das syrische Christentum wird generell unterteilt in westsyrisches und ostsyrisches Christentum.
Die Kirchensprache der Schriften und des Gottesdienstes war regional für einige Zeit das Christlich-Palästinisch-Aramäische, verbreiteter das Syrische, wobei sich leicht variierende Sprach- und Schriftformen des ostsyrischen und westsyrischen Christentums bildeten. Die chalcedonensischen Christen, die sich nicht von der Staatskirche des Römisch-Byzantinischen Reiches trennten, in den Patriarchaten von Jerusalem und Antiochien verwendeten daneben, vor allem in ihren Zentren, weiterhin auch das Griechische. Sie werden deshalb, und wegen ihrer Nähe zum griechischen Kaisertum und der byzantinischen Kirche, auch als rum-orthodoxe Christen (Rum = rhomäisch) oder griechisch-orthodoxe Christen des Orients bezeichnet. Später trat neben das Syrische sehr stark das Arabische, besonders bei den rum-orthodoxen Kirchen und den Maroniten, aber auch in einigen Regionen der syrisch-orthodoxen und -katholischen und der assyrischen, altassyrischen und chaldäischen Christen.

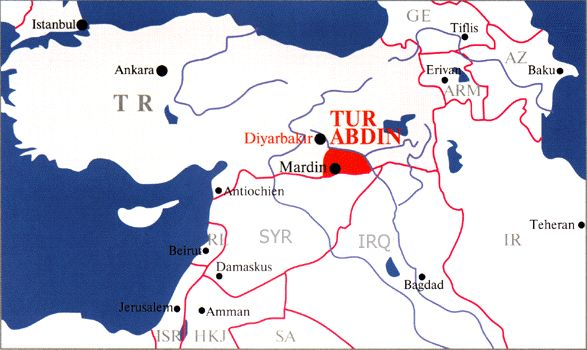
Der Tur-Abdin gilt als das historische Kernland der syrisch-orthodoxen Christen des westsyrischen Ritus, die sich mit den ostsyrischen Christen zusammen je nach Bewegung auch als Assyrer oder Aramäer betrachten.

Zu den syrischen Christen gehören verschiedene Volksgruppen des Vorderen Orients, vor allem jedoch Assyrer-Suryoye (auch bekannt als Aramäer und Chaldäer) sowie Arabische Christen. Bibel (Peschitta) und Liturgie sind traditionell in syrischer Sprache in Gebrauch, einer Varietät des zur biblischen Zeit gesprochenen Aramäisch. In dieser Sprache entwickelte das syrische Christentum eine reichhaltige christliche Literatur theologischen und profanen Inhalts.
Die wichtigsten kirchlichen Zentren sind Antiochien, Edessa, Damaskus, Beirut und Bagdad. Aus dem aramäischen Dialekt von Edessa entwickelte sich die syrische Kirchensprache. In Antiochien wurden die Mitglieder der Gemeinde als erste überhaupt als christianoi, als Christen bezeichnet.

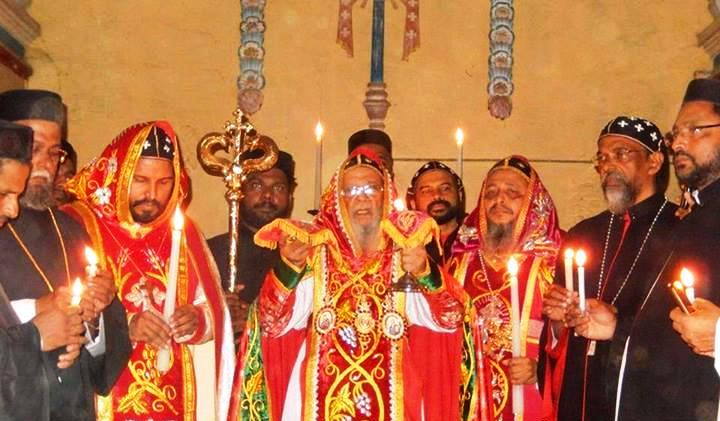
Feier der Alt-Jerusalemer Liturgie durch die Jakobiten (in Indien)

Die ostsyrische „Kirche des Ostens“ betrieb in der Spätantike und im Mittelalter eine weiträumige Mission über Persien und Mittelasien bis nach China und Südindien, wodurch auch Teile von Bevölkerungsgruppen, die niemals eine syrisch-aramäische Sprachform gesprochen hatten, zu dieser Kirche mit syrischer Kirchensprache konvertierten. Die meisten dieser „nestorianischen“ Christen verschwanden mit den Verwüstungen der Mongolenzüge und besonders Timurs und dem Zerfall der Kirchenhierarchie wieder aus der Geschichte. Nur die Thomaschristen in Südindien blieben erhalten, die bis ins 16. Jahrhundert allein zur „assyrisch“ genannten Kirche des Ostens gehörten. Die Versuche der portugiesischen Kolonialherren, die Thomaschristen auf der Synode von Diamper 1599 der katholischen Kirche anzuschließen, führten dazu, dass sich einige von ihnen dem katholisch-unierten Zweig mit ostsyrischem Ritus anschlossen. Nach Unterbrechung der Kontakte entstand 1814 aus ihnen auch wieder ein Zweig, der sich mit der unabhängigen assyrischen Kirche des Ostens verband. Ein anderer Teil der Thomaschristen leistete dem Katholizismus mit dem Schwur vom Schiefen Kreuz Widerstand und unterstellte sich 1665, weil die ostsyrische Kirche wenig Unterstützung geben konnte, der westsyrischen syrisch-orthodoxen („jakobitischen“) Kirche, die bis dahin nicht in der Region vertreten war. Über die Frage eines autonomen Katholikats innerhalb der syrisch-orthodoxen Kirche oder einer unabhängigen Kirche und als Folge weiterer katholischer und evangelischer Missionierungsversuche spalteten sie sich in der Folge in mehrere Kirchen mit westsyrischem Ritus.

## Westsyrisches Christentum
Das westsyrische Christentum geht auf das Patriarchat Antiochien zurück und steht in westsyrischer Tradition (antiochenischer Ritus).

Stammbaum der syrischen Kirchen des Nahen Ostens.

- syrisch-orthodoxe Kirche, versteht sich als Mutter der syrischen Kirchen, war meist auf dem Land vertreten. Wandte sich früh dem Monophysitismus/Miaphysitismus zu, der im Konzil von Chalcedon von der byzantinischen Reichskirche abgelehnt wurde, nach dem Kirchengründer Jakob Baradai im Westen auch „Jakobitische Kirche“ genannt, von ihnen selbst aber abgelehnt
- syrisch-katholische Kirche, Abspaltung von der syrisch-orthodoxen Kirche im 18. Jahrhundert, Union mit der römisch-katholischen Kirche
- die Syrische Frei-Kirche, „'Ito hirto Suryayto“, die meistens als Mhaymne (entsprechend arabisch muʾmin, „Gläubige“) bekannt sind, evangelisch-freikirchlich missioniert.
- maronitisch-syrische Kirche von Antiochien (Maroniten), durch die Wahl eines eigenen Patriarchen im 7. Jahrhundert unabhängig geworden, nach dem Mönch Maroun benannt, betrachtet sich als durchgehend mit der römisch-katholischen Kirche verbunden, d. h. schon immer in Union mit Rom, faktisch waren sie es aber wohl erst seit dem 12. Jahrhundert. Nach geläufiger Hypothese ursprünglich Anhänger des Monotheletismus, einer Kompromissformel, die aber nicht zum Ausgleich zwischen Monophysitismus und dem Dyophysitismus der Reichskirche führte, sondern nur zur Bildung einer weiteren von beiden Seiten abgelehnten Kirche, legten dieses Dogma aber wohl mit der Union mit Rom im Mittelalter ab
- griechisch-orthodoxe Kirche von Antiochien, im Unterschied zur syrisch-orthodoxen Kirche Anhänger des Konzils von Chalkedon, an der byzantinischen Reichskirche weiterhin orientiert, war meist in den Städten vertreten. Deshalb früher oft „Melkiten“ (Leute des Königs) genannt, dieses heute oft Bezeichnung ihres mit Rom unierten katholischen Flügels. Nach reichskirchlicher Auffassung war Antiochia eines der fünf Patriarchate (Pentarchie) neben Jerusalem, Konstantinopel, Alexandria und Rom (aus letzterem entwickelte sich die römisch-katholische Kirche)
- melkitische griechisch-katholische Kirche, Abspaltung von der griechisch-orthodoxen Kirche von Antiochien im 18. Jahrhundert, Union mit der römisch-katholischen Kirche
- griechisch-orthodoxe Kirche von Jerusalem, ein weiteres der fünf Patriarchate der byzantinischen Reichskirche, Anhängerschaft fast nur in Palästina, Klerus aufgrund der spirituellen Bedeutung des Heiligen Landes oft abgesandte griechische Priester

Eine Sonderstellung haben folgende Kirchen aus Indien innerhalb der westsyrischen Kirchen (Thomaschristen)

Stammbaum der syrischen Kirchen in Indien. Im 17. Jahrhundert wandte sich ein Teil von der ostsyrischen assyrischen Kirche ab und der westsyrischen syrisch-orthodoxen Kirche zu, die sich durch katholische und protestantische Missionierungen weiter aufspalteten.

- autokephale malankarische orthodox-syrische Kirche, auch indisch-orthodoxe Kirche genannt,
- malankarische syrisch-orthodoxe Kirche, als „Katholikat von Indien“ der syrisch-orthodoxen Kirche,
- syro-malankarische katholische Kirche (uniert mit der römisch-katholischen Kirche, gegenwärtig „eigenberechtigtes“ (autonomes) Großerzbistum),
- Mar-Thoma-Kirche, (protestantisch-anglikanisch missioniert),
- evangelische St.-Thomas-Kirche von Indien (kleine evangelische Abspaltung 1961 von der Mar-Thoma-Kirche)

Andere Kirchen in Indien, wie die Church of South India haben keinen syrischen Ritus und keine syrische Kirchensprache und gehen vorwiegend auf Missionierungen der britischen Zeit zurück.

## Ostsyrisches Christentum
Das ostsyrische, d. h. nestorianische und chaldäische Christentum geht auf das Katholikat Seleukia-Ktesiphon zurück und steht in ostsyrischer Tradition (chaldäischer Ritus).
- assyrische Kirche des Ostens vertrat den im Konzil von Ephesos von der Reichskirche abgelehnten Nestorianismus, fast nur außerhalb des damaligen Römischen Reiches im Sāsānidenreich, besonders Mesopotamien verbreitet,
- chaldäisch-katholische Kirche, katholischer Zweig der assyrischen Kirche des Ostens, seit dem 16. Jahrhundert mit Rom uniert,
- alte Kirche des Ostens, entstand 1968 durch ein Schisma der Assyrischen Kirche des Ostens,
- die assyrisch-evangelische Kirche, evangelisch missioniert,
- die assyrische Pfingstkirche, von der Pfingstbewegung missioniert.

Eine Sonderstellung haben folgende Kirchen in Indien (Thomaschristen)
- syro-malabarische Kirche (Union mit der römisch-katholischen Kirche, anfangs Teil der chaldäisch-katholischen Kirche, gegenwärtig „eigenberechtigtes“ (autonomes) Großerzbistum),
- chaldäisch-syrische Kirche des Ostens (Metropolie/Kirchenprovinz der Assyrischen Kirche des Ostens).